# Dionysos

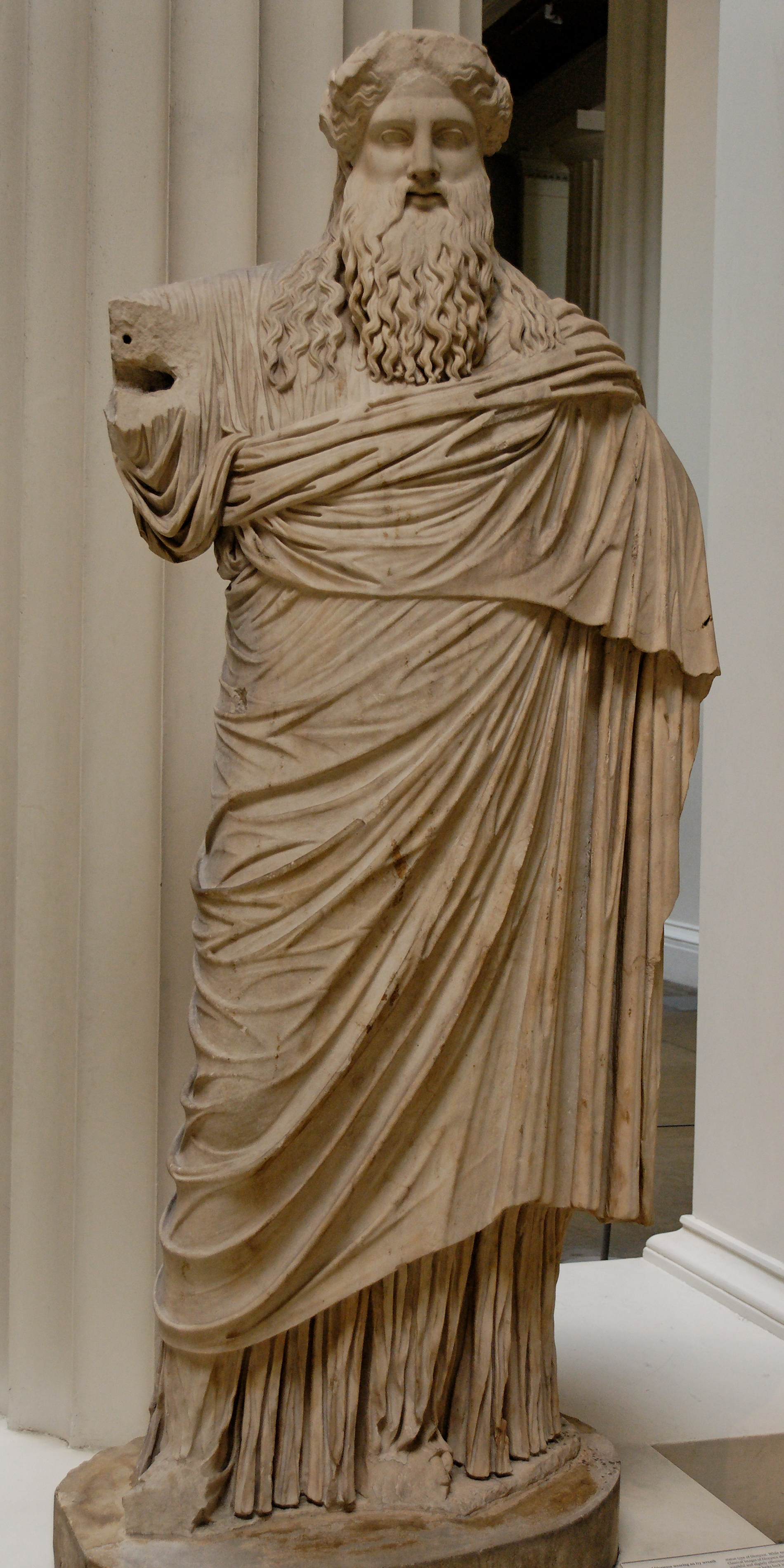
Statue des Dionysos im British Museum, römische Kopie um 50 n. Chr., griechisches Original um 340 v. Chr.

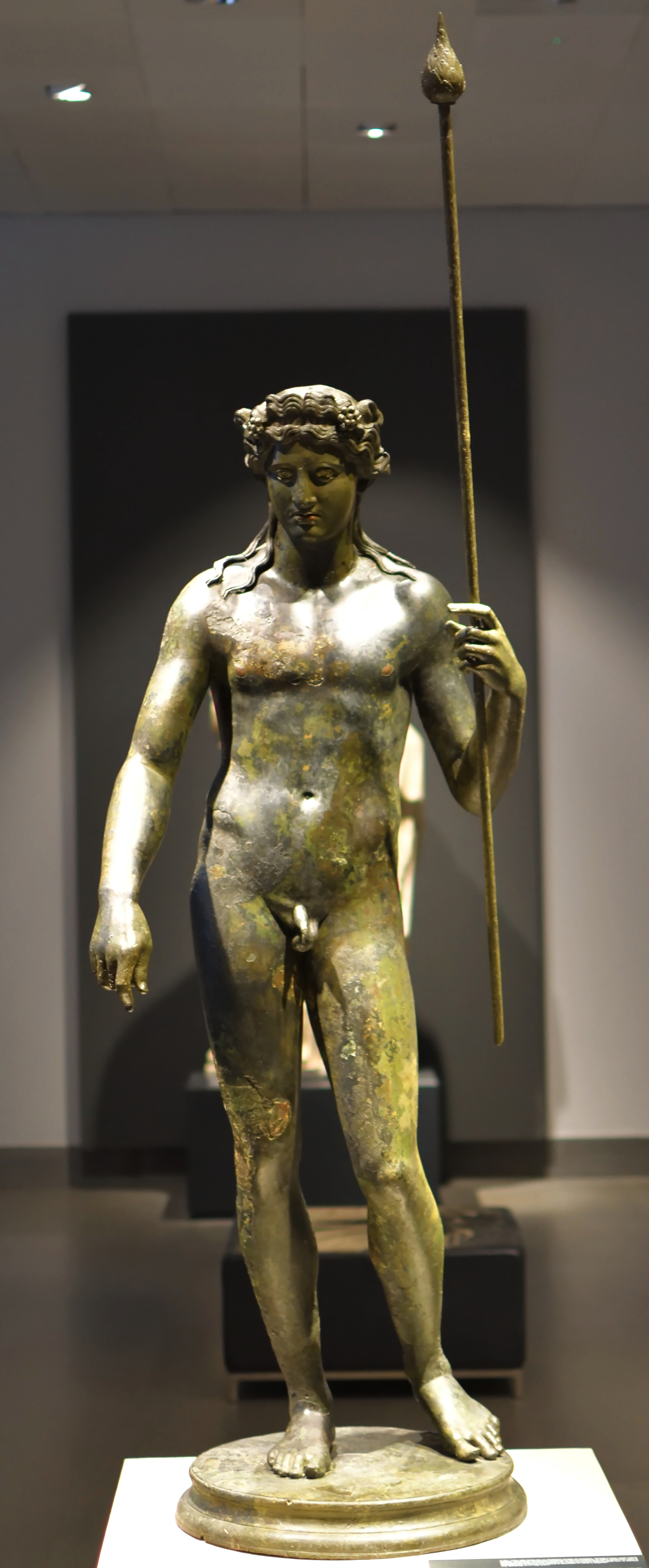
Die römische Statue des Dionysos (um 138 n. Chr.) zeigt den nackten jugendlichen Gott des Weines mit einem Thyrsos in der linken Hand, gekrönt mit einem Diadem aus Rebensprossen

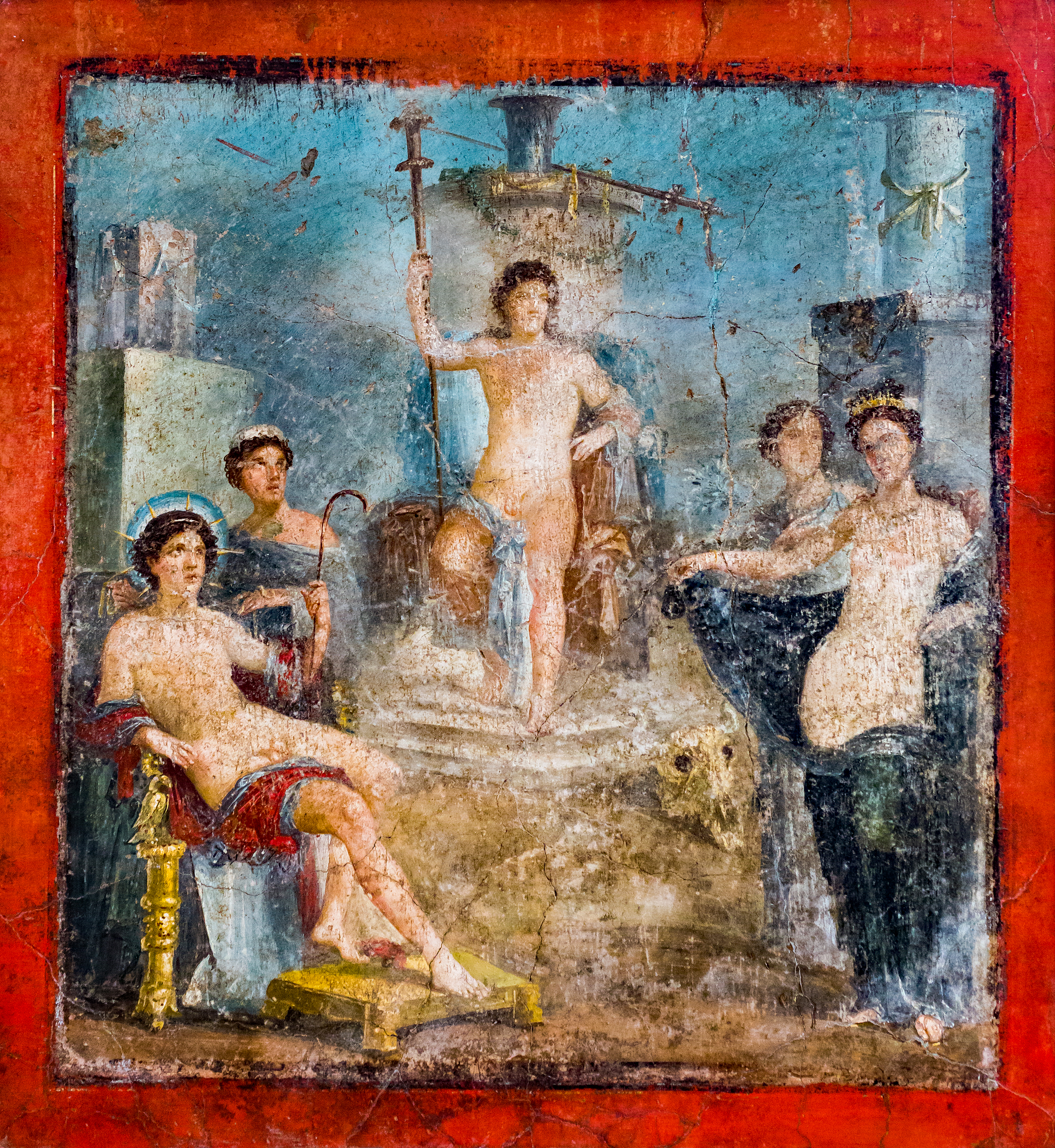
Dionysos (sitzend auf einem Thron) mit Helios, Aphrodite und anderen Göttern. Antikes Fresko aus Pompeji.

Dionysos (altgriechisch Διόνυσος Diónysos, latinisiert Dionysus) ist in der griechischen Götterwelt der Gott des Weines, der Freude, der Trauben, der Fruchtbarkeit, des Wahnsinns und der Ekstase (vergleiche die Dionysien). Er wurde von den Griechen und Römern wegen des Lärms, den sein Gefolge veranstaltete, zusätzlich Bromios („Lärmer“), Bacchus („Rufer“) oder Bakchos genannt. Dionysos wurde oft mit Iakchos gleichgesetzt und ist der jüngste der großen griechischen Götter. In der Literatur und Poesie wird er häufig als Lysios und als Lyäus („der Sorgenbrecher“) bezeichnet, aber auch als Anthroporrhaistes („Menschenzerschmetterer“).

## Mythologie

### Dionysos’ Geburt und Kindheit

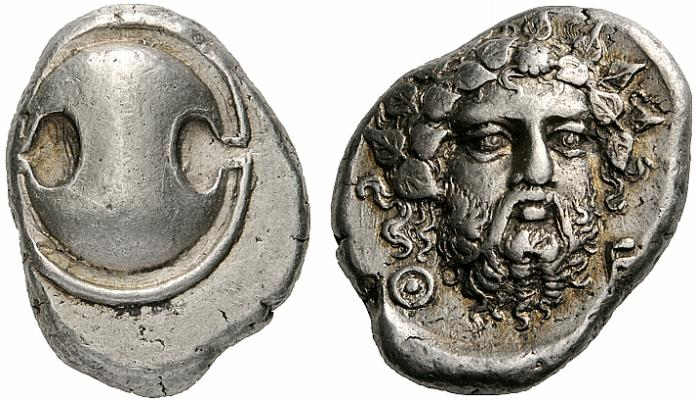
Dionysos auf einem Stater aus Theben, um 400 v. Chr.

Dionysos’ Vater ist Zeus. Als dessen Sohn trug Dionysos auch den Namen Sabazios. Als Mutter werden Demeter, Io (beide Korngöttinnen), Persephone (eine Unterwelt- und Erntegöttin) sowie Lethe (Vergessen, ein Fluss im Hades, der Unterwelt) und eine Sterbliche namens Semele genannt (siehe Schenkelgeburt).
Nach der bekanntesten Darstellung ist Dionysos der Sohn des Zeus und der Semele. In menschlicher Gestalt hatte Zeus eine geheime Liebschaft mit Semele, der Tochter des Königs Kadmos von Theben. Es heißt, die eifersüchtige Hera habe Semele in der Gestalt einer alten Frau – nämlich Semeles Amme Beroe – überredet, sie möge sich von Zeus als Liebesbeweis erbitten, sich ihr in seiner wahren Gestalt zu zeigen. Zeus habe sich ihr daraufhin als Blitz gezeigt und sie verbrannt. Da sie bereits mit Dionysos schwanger gewesen sei, habe Zeus ihr Kind zu sich genommen. Er brachte sich eine tiefe Wunde bei und nähte sich die unreife Leibesfrucht in seinen eigenen Schenkel. Nach drei Monaten öffnete er ihn wieder und brachte Dionysos hervor; er wird deshalb „der zweimal Geborene“ genannt. Mit dieser zweiten Geburt durch Zeus wird seine Göttlichkeit und Unsterblichkeit begründet. Nach diesem Mythos ist Dionysos wie Asklepios einer der wenigen unsterblichen Götter (bzw. Halbgötter) mit einer menschlichen Mutter.

#### Dionysos und Ino

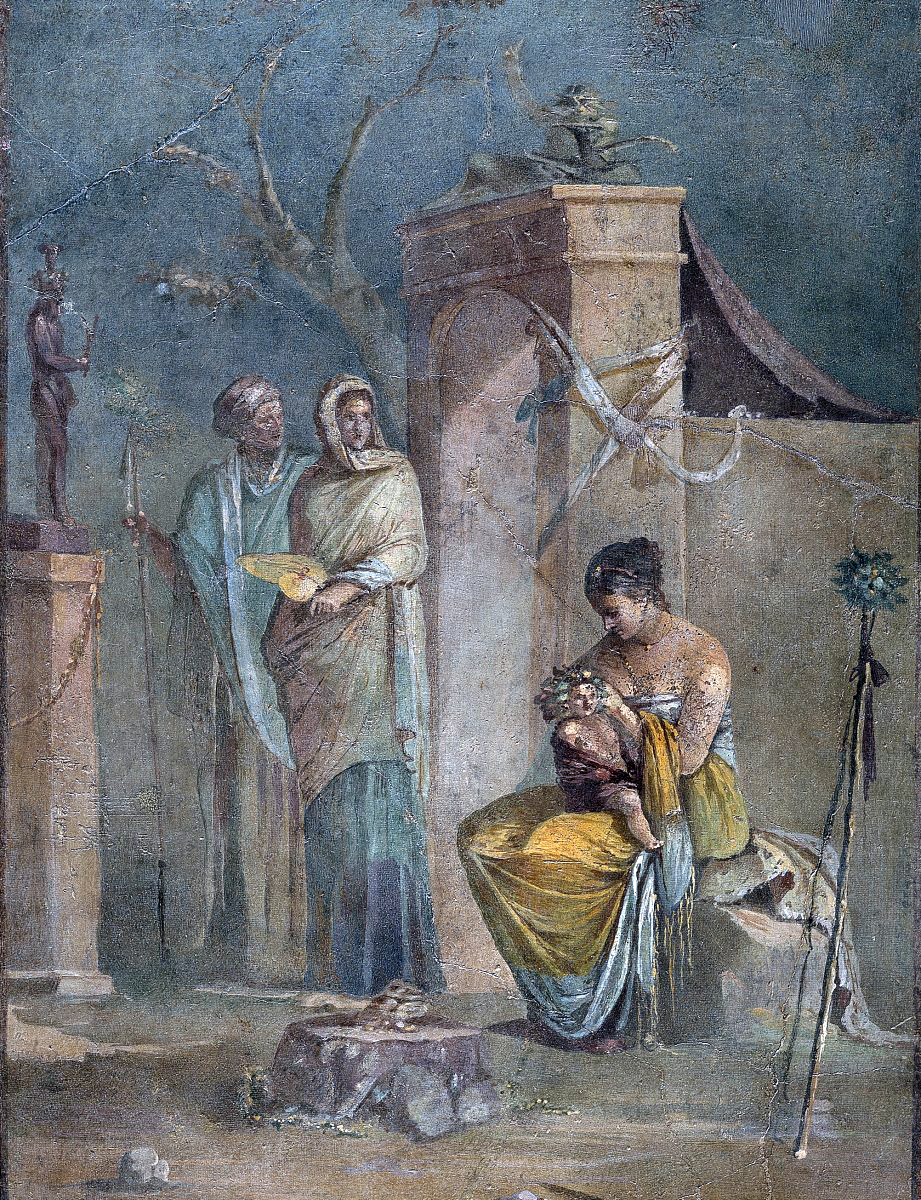
Die Erziehung des Dionysos. Fresko, heute im Museo Nazionale Romano, Rom um 20 n. Chr.

In Lakonien gibt es den Mythos, dass Semele Dionysos heimlich ausgetragen und im Palast ihres Vaters Kadmos geboren habe. Als dieser die Heimlichkeit und Schande des Hauses entdeckte, sperrte er Mutter und Sohn in eine Kiste und ließ sie ins Meer werfen. Die Kiste aber wurde an die Küste Lakoniens getrieben. Semele wurde tot geborgen und feierlich bestattet. Ihr Sohn jedoch war noch am Leben. Er wurde von ihrer Schwester Ino (Ίνώ Inṓ) als Amme betreut und aufgezogen. Inos Treue zu ihrer toten Schwester aber wurde schlecht belohnt: Hera spürte den neuen Aufenthaltsort des Dionysos auf und bestrafte Ino sowie ihren Mann Athamas mit Wahnsinn. In diesem Zustand tötete Athamas einen seiner Söhne, Ino aber sprang mit ihrem anderen Sohn ins Meer, um sich zu töten. Ino aber wird nach ihrem Tod Leukothea, „weiße Göttin“, genannt. Wilamowitz schreibt, dass sie eine alte Göttin war, bevor man sie zu einer der Töchter des Kadmos machte, und Kerényi nennt sie „eine dionysische Ur-Frau, Amme des Gottes und Göttliche Mänade“.

#### Dionysos als Wiedergeburt des Zagreus
Die Identifizierung des Dionysos als Zagreus schon in griechischen Epochen ist in der Forschung umstritten, da erst christliche Quellen explizit einen Dionysos-Zagreus belegen (Iulius Firmicus Maternus). Zeus näherte sich in einer Höhle seiner Tochter, der Unterweltsgöttin Persephone, als Schlange, was uns vor allem als Erzählung der Orphiker überliefert ist. Ihr Kind war als Zagreus bekannt, der „große Jäger“, welchen Beinamen auch Zeus selbst als Unterweltgott trägt, besonders auf Kreta. Jedoch auch Hades, Persephones Gatte, wurde als Vater genannt, der auch der Zeus Katachthonios („unterirdischer Zeus“) genannt wurde. Auch Dionysos wurde als Sohn der Persephone Chthonios „Unterirdischer“ genannt.
Zeus liebte seinen Sohn, was die Eifersucht Heras heraufbeschwor. Sie trieb die Titanen an, Dionysos zu töten. Er wurde beim Spielen überrascht und von den Titanen in sieben Teile zerrissen, in einem Kessel, der auf einem Dreifuß stand, gekocht, über dem Feuer gebraten und verschlungen. Doch die Hörner des gebratenen Kindes erinnern daran, dass es sich um ein geopfertes Zicklein oder Kälbchen handelt, dessen Leiden denen des Gottes entsprachen.
Zeus strafte diese Tat, indem er die Titanen mit einem Blitz vernichtete. Aus der Vermischung der Asche des Zagreus und der der Titanen soll das Menschengeschlecht entsprungen sein. Der Mensch enthielt göttliche und titanische Elemente. Nach Meinung der Orphiker konnte man durch Reinigung und Initiationen das titanische Element verlieren und ein backchos werden.
Es gibt neben dieser orphischen verschiedene andere Fortsetzungen der Geschichte der Tötung des Dionysos durch die Titanen:
Zeus habe die Glieder gesammelt und sie Apollon übergeben, der sie in Delphi bestattete. Dort wurde jährlich in der winterlichen Abwesenheit des Apollon seine Auferstehung gefeiert.
Nach einer anderen Geschichte entstand der erste Weinstock aus der Asche der verbrannten Glieder des Zagreus.
Es wurde auch berichtet, Rhea habe die im Kessel gekochten Glieder gesammelt und wieder zusammengefügt. Zagreus sei ins Leben zurückgekehrt und wurde Persephone zurückgegeben. Der Unterschied zwischen diesen beiden Geschichten ist gering. In einer weiteren Version wird berichtet, dass die gekochten Glieder des ersten Dionysos, des Sohnes der Demeter, in die Erde kamen, wo die Erdentsprossenen ihn zerrissen und gekocht hätten; Demeter aber habe die Glieder gesammelt, und darunter sei die Entstehung des Weinstocks zu verstehen. Später wird berichtet, dass an der Stelle, wo Semele starb, ein Weinstock stand.
Nur das Herz des Dionysos habe Athene beiseite getan, so wurde erzählt. Dieses Herz gab Zeus der Semele zu essen oder in einem Trank, so dass er erneut empfangen wurde. Es heißt auch, dass Zeus das kradiaios Dionysos’ der Göttin Hipta anvertraute, damit sie es auf dem Kopf trage. Hipta wiederum ist ein kleinasiatischer Name der Großen Mutter Rhea, und kradiaios kann sowohl von dorisch κραδία kradía, d. i. καρδία kardía, deutsch ‚Herz‘, als auch von κράδη krádē, deutsch ‚Feigenbaum‘, abgeleitet werden. In Wahrheit war es aber der Phallos den eine Göttin in einem zugedeckten Korb versteckte.

#### Geburtsort Nysa, mythologische und geographische Aspekte

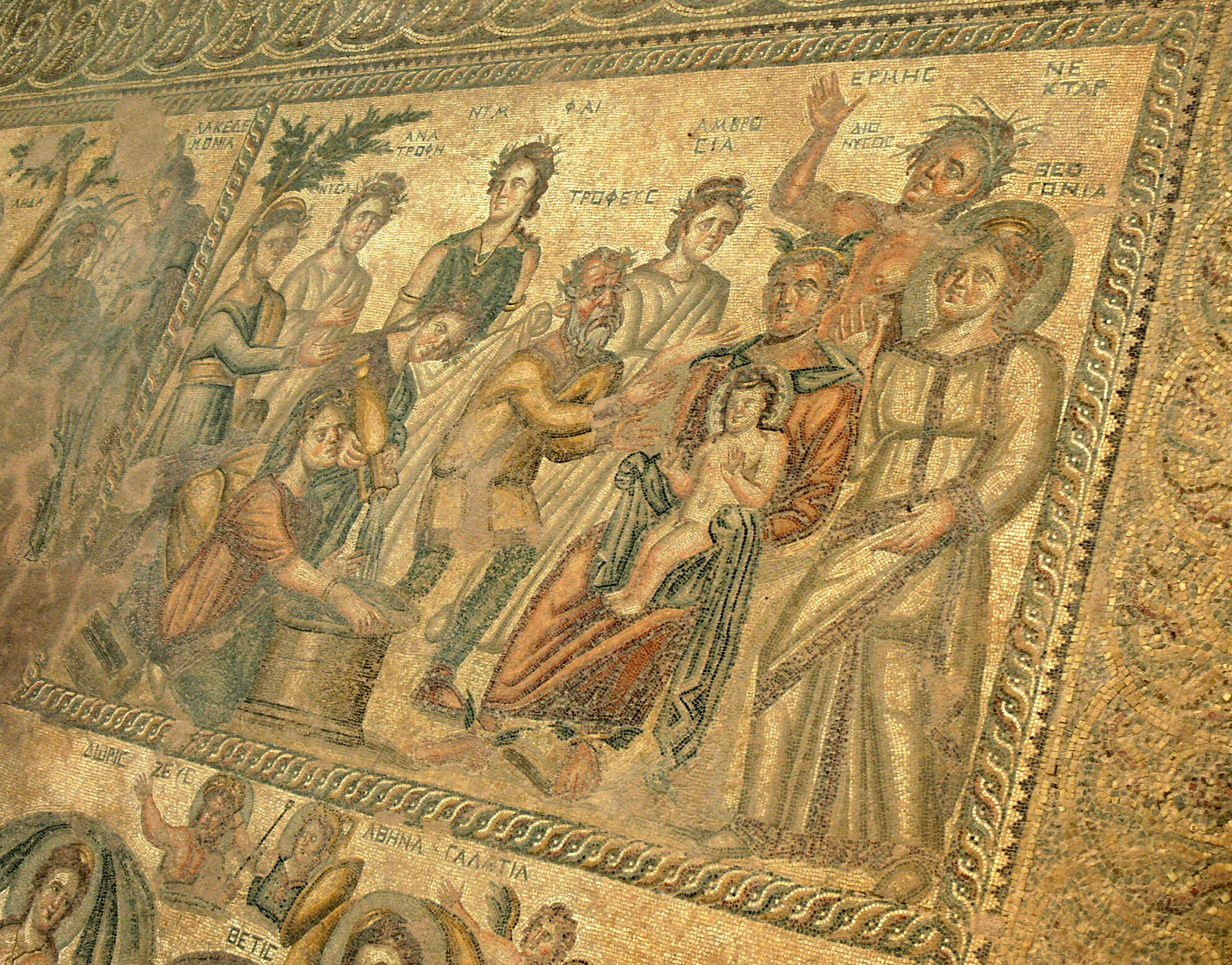
Geburt des Dionysos auf dem Berg Nysa, Mosaik im „Haus des Aion“, Paphos (Zypern, 4. Jahrhundert n. Chr.)

Dionysos wurde möglicherweise auf dem Berg Nysa geboren. Seiner alten Feindin Hera war er noch immer ein Dorn im Auge. Als einmal in seiner Kindheit die durch Hera drohende Gefahr besonders groß war, verwandelte Zeus Dionysos in ein Zicklein und übergab ihn den Nymphen des Berges Nysa, die das Kind in einer Höhle pflegten und mit Honig fütterten. Seine Amme war zunächst Ino, die Schwester der Semele. Dionysos wurde als Mädchen verkleidet. Eine andere Nymphe hieß Makris und trug auch den Namen Nysa. Eine weitere Nymphe nannte man Nysis oros, „Nysaberg“.
Nysa (Νύσα Nýsa) ist ein Name, der zahlreichen Örtlichkeiten zugeschrieben werden kann, sich aber erst in späterer Zeit nachweisen lässt – nachdem nämlich verschiedene Berge und Orte nach dem Geburtsort des Dionysos benannt worden waren. Im Byzantinischen Lexikon des Hesychios von Alexandria aus dem 5. Jahrhundert n. Chr. finden wir eine Liste folgender Lokalisierungen, die von alten Autoren als der Ort genannt werden, wo Nysa gelegen haben soll: Arabien, Äthiopien, Ägypten, am Roten Meer, Thrakien, Thessalien, Kilikien, Indien, Libyen, Lydien, Makedonien, Naxos, in der Gegend von Pangaios (mythische Insel im südlichen Arabien) und letztlich Syrien. Auch auf dem Berg Meros lag der Legende nach einst eine Stadt namens Nysa, dort existierte auch ein Dionysoskult. Da Meros auf Griechisch Schenkel bedeutet, ging laut Strabon (15,1,8), Curtius (8,10) und Arrian (Hist. Indicae) die Sage, dass Zeus seinen Sohn in seinem Schenkel dorthin gebracht habe, wo ihn Semele dann gebar. Auf diesem Berg Meros sind der Efeu und der Weinstock, wichtige Symbole von Dionysos, heimisch.

### Wahnsinn, Irrfahrt und Purifizierung des Dionysos

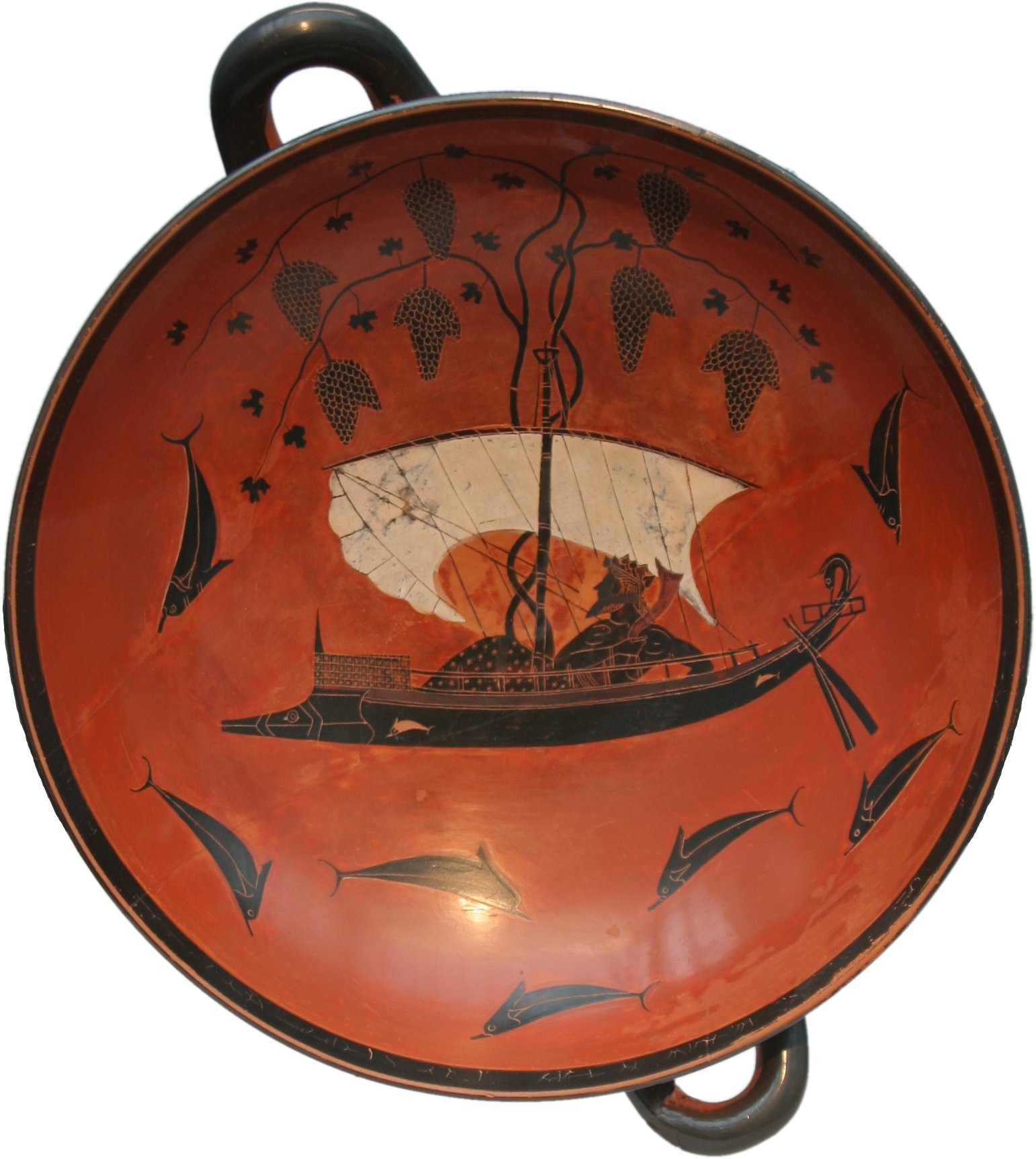
Dionysos-Schale: Dionysos fährt über das Meer, Augenschale des Malers Exekias im korallenrot-schwarzfigurigen Stil, Athen um 530 v. Chr.

#### Dionysos und Thetis
Einst brachte Zeus den Dionysos in das waldreiche Nysa und vertraute ihn den Nymphen an, die ihn hegen und pflegen sollten. Dies taten sie auch in ihrer Höhle, wo sie ihn mit Milch und Honig ernährten und gut behüteten. Die Nymphen aber hatten einen Feind in dem Thrakerkönig Lykurgos. Eines Tages verfolgte er die Ammen des Dionysos unbarmherzig und trieb sie mit Peitschen vor sich her, so dass sie laut kreischend in alle Richtungen davonflohen. Dionysos blieb nichts anderes übrig, als ins Meer zu springen. Dort nahm sich Thetis, die Silberfüßige, seiner an und bot ihm in der Tiefe des Ozeans Schutz, bis er zum Jüngling herangewachsen war. Thetis ist praktisch identisch mit der alten Göttin Tethys, der Gattin des Okeanos und Herrin des Meeres, die manchmal ihre Großmutter genannt wird. Dionysos aber hatte die Untaten des Lykurgos nicht vergessen. Er schlug ihn mit Wahnsinn und rächte so die unschuldigen Nymphen. Lykurgos ermordete im Wahnsinn alle seine Verwandten und Freunde, bevor ihn selbst ein elender Tod ereilte.

#### Dionysos und Amaltheia
Einer anderen Version zufolge war es die Nymphe Amaltheia, die Dionysos ernährte und großzog. Rhea hatte einst einen Sohn von Kronos, der alle ihre Kinder verschlang. Diesmal aber verbarg sie ihren Sohn vor ihm in einer Höhle, wo sie Nymphen begegnete, die am Bach spielten und das Weinen des Kindes hörten. Die Nymphe namens Ver (Vega) nahm das Kind auf den Arm und verwandelte Amaltheia in eine Ziege, damit für ihren Sohn gesorgt sei. Die Ziege ist ein wichtiges Symboltier des Dionysos. Amaltheia (Άμάλθεια Amáltheia), deren Name zarte Göttin bedeutet, besaß ein Füllhorn mit guten Gaben, und daher ist es laut Hartung leicht, in ihr eine ursprüngliche Form der Großen Mutter zu erkennen, die dann zur Nymphe herabgestuft wurde.

#### Hera schlägt Dionysos mit Wahnsinn
Kerényi schreibt, dass Dionysos von seiner Mutter in ihrer „kybeleischen Höhle“ erzogen wurde. Diesem etymologischen Zusammenhang zufolge ist die Göttin Kybele, die phrygische Form der griechischen Rhea, die Mutter und Erzieherin des Dionysos. Gemeinsam mit Demeter gilt dieselbe Göttin auch als Schutzgöttin der Dionysosreligion.
Diversen Mythen zufolge schlug Hera den jungen Gott mit Wahnsinn, und er irrte daraufhin durch zahlreiche Länder Afrikas und Asiens. Eine Version erzählt: nachdem Dionysos von Hera als Kind zum Wahnsinn gebracht worden war und er in diesem Zustand Ägypten und Syrien durchwandert hatte, gelangte er nach Kybela in Phrygien. Dort purifizierte Kybele alias Rhea ihn und heilte ihn so. Kybele ist auch die Göttin, die sich Euripides als Partnerin des Dionysos vorstellt: Selig, wer im hohen Glück / Um der Götter Weihen weiß … / Wer sich haltend an der Großen / Mutter Kybele hohen Festbrauch, / Mit des Thyrsos wildem Schwingen / Sich – das Haupt eppichbekränzt – weiht / Ganz dem Dienst des Dionysos.

### Dionysos und Ariadne
Ariadne ist die Gattin und Helferin des Dionysos und war ursprünglich eine sterbliche Frau, bevor Dionysos sie – wie seine Mutter Semele – zur Göttin erhob. Das kam, als in einer Höhle auf Kreta ein Stier-Ungeheuer lebte, welches Minotauros genannt wurde. Ein Held namens Theseus erbot sich, es zu besiegen, und um das zu vollbringen, erhielt er von Ariadne ein Schwert und ein Garnknäuel. Dafür musste er ihr versprechen, sie bei seiner Rückfahrt nach Athen als Braut heimzuführen. Theseus besiegt mit Ariadnes Schwert den Minotaurus und findet mit ihrem Faden glücklich aus dem Labyrinth. Er hält sein Versprechen und tritt mit Ariadne die Heimreise an. Als sie jedoch auf der Insel Naxos einen Zwischenhalt machen, lässt er sie allein, während sie schläft. Dies soll auf Anweisung der Göttin Athene geschehen sein. Viel älteren Fassungen zufolge sei Ariadne sogar tot gewesen, denn Artemis habe sie auf Wunsch von Dionysos getötet. Nun erscheint Dionysos auf der Bildfläche und nimmt sich Ariadne als Braut. Davon gibt es unterschiedliche Varianten: So heißt es, dass Dionysos dem Theseus im Traum erschienen sei und ihm bekanntgab, dass das Mädchen ihm selbst gehöre. In einer anderen Version erscheint Dionysos als Retter und Bräutigam des Mädchens auf Naxos. Es gibt sogar Erzählungen, in denen er sie bereits auf Kreta zu seiner Frau gemacht habe. Dionysos schenkte Ariadne einen mit Edelsteinen geschmückten Kranz, ein Geschenk, das er einst von Aphrodite erhalten hatte, und es heißt auch, dass dieser Kranz dem Theseus in der Höhle geleuchtet habe und nicht der Faden für seinen Weg hinaus verantwortlich war. Am Ende fährt Ariadne jedenfalls mit Dionysos in seinem Wagen zum Himmel und wird Göttin.

### Mythen vom Weggang des Dionysos
Zum Abschied des Dionysos aus der irdischen Welt führt Walter F. Otto folgende vier Versionen auf:
- Beim Agrionienfest in Chaironeia habe er sich zu den Musen geflüchtet und halte sich bei diesen verborgen, um von ihnen nicht wiederzukehren.
- Dem Glauben der Argiver nach versank er im See Lerna, was den Sturz in die Unterwelt versinnbildlicht.
- Perseus habe über ihn gesiegt und ihn in den See Lerna gestürzt.
- Laut einem orphischen Hymnus ruht er nach seinem Weggang zwei Jahre lang im Haus der Persephone und kehrt so wieder zurück zu der, von der er einst gekommen war.

### Nachkommen
- mit Aphrodite
  - Chariten (Aglaia, Euphrosyne, Thalia)
  - Hymenaios
  - Priapos
- mit Ariadne
  - Oinopion
- mit Nyx
  - Phthonos

## Darstellungen

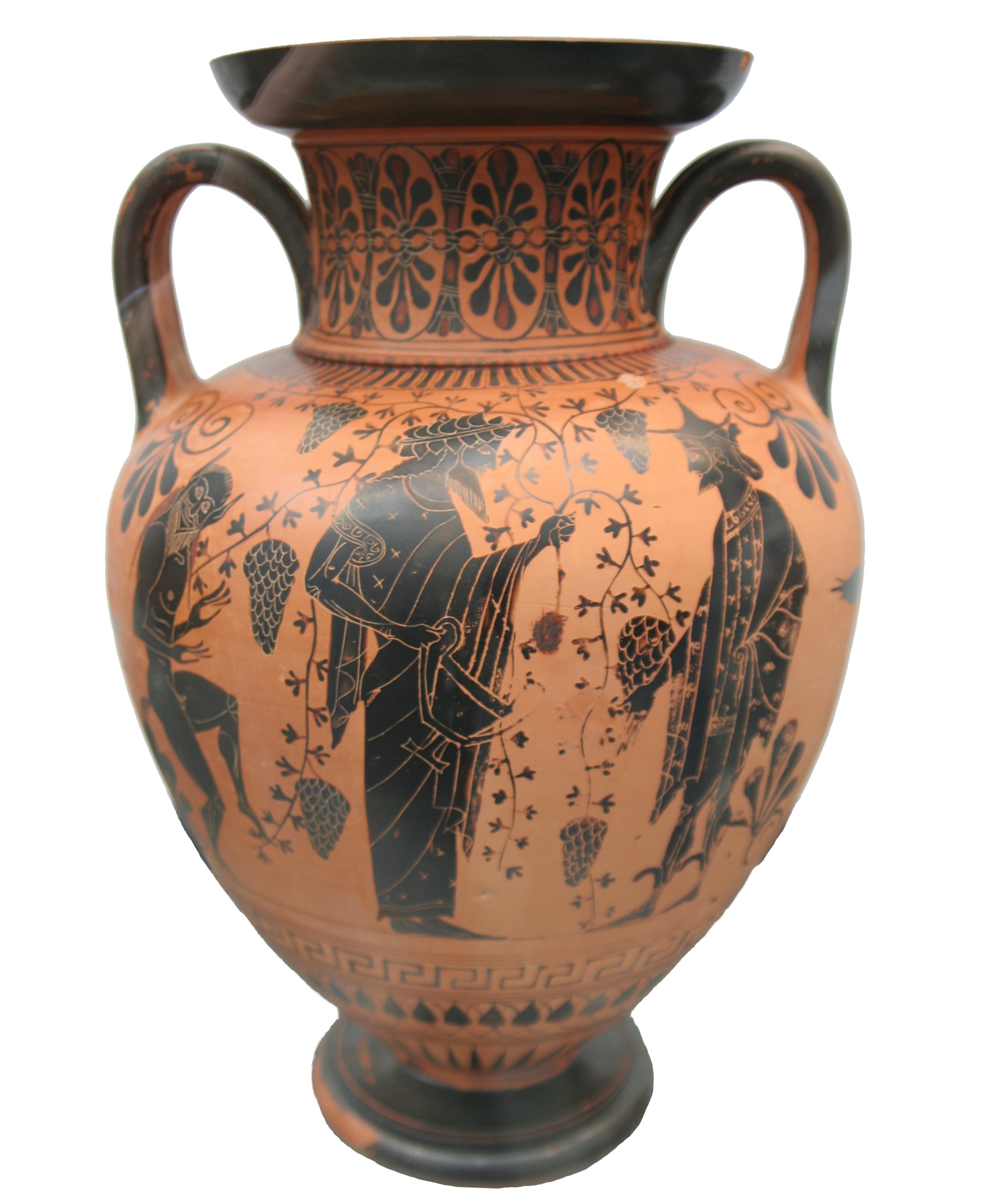
Dionysos im Gespräch mit Hermes, in der Hand einen Kantharos (Weinbecher), links ein Satyr

Meist wird Dionysos mit Efeu- bzw. Weinranken und Weintrauben dargestellt. Seine Attribute sind der mit Efeu und Reben umkränzte Thyrsos und der Kantharos (Trinkgefäß für Wein). Außerdem wird er oft mit Panther- oder Tigerfellen dargestellt.

### Zuschreibungen
Gewöhnlich war er in triumphaler Begleitung der Silene und Satyrn (wie dem Ampelos), die die Fruchtbarkeit der ungebändigten Natur verkörpern. Er wurde vor allem von Frauen verehrt, den Mänaden. Sie waren bekränzt mit Efeu, hüllten sich in Hirsch, Reh- oder Fuchsfelle und trugen Fackeln und Thyrsoi. Von den Fuchsfellen rührt die Bezeichnung Bassariden (alternativ zu Mänaden) her, denn bassaros heißt Fuchs. Andere auf den Fuchs bezogene Eigennamen sind Dionysos Bassaros, fuchshafter Dionysos oder Bassareus, der Fuchsgott, ein thrakisches Allonym und Epitheton für Dionysos, zugleich der Name, unter dem er in Lydien verehrt wurde. Bei ihren orgiastischen Riten (siehe Dionysoskult) wurden wilde Tiere zerrissen und gegessen und „freie Liebe“ zwischen den Geschlechtern genossen. Sie tanzten begleitet von Flöten, Pauken und Tamburinen. Die frühesten Mänaden trugen zahme Schlangen um den Arm gewunden und der Gott erschien ihnen als Stier. Es gibt zahlreiche antike Darstellungen von Dionysos und seinem Gefolge, beispielsweise auf den römischen Campanareliefs.
In seiner Eigenschaft als Gott der Freude wurde in Athen durch die Dionysien das Theater erfunden und der Prototyp des Theaters gebaut, das Dionysostheater in Athen. Als Löser (Lysios, Lyaios) entfesselte er die Menschen, befreite sie von Sorgen und ließ Mauern einstürzen.
Seine Tiergestalt war der Stier, was ihn mit seinem Vater Zeus verbindet. In menschlicher Form wurde Dionysos rituell als bärtige Maske dargestellt, diese hängt an einem Pfahl oder einer Säule, darunter ein langes Gewand. Oft wird er dem in den Eleusinischen Mysterien gerufenen Iakchos gleichgestellt, dem göttlichen Kind. Während der winterlichen Abwesenheit des Apollon überwachte Dionysos das Orakel von Delphi.
Später in Rom wurden die Dionysien als die Bacchanalien gefeiert, da Dionysos auf Lateinisch Bacchus heißt.

### Rezeption und künstlerische Darstellungen in der Neuzeit

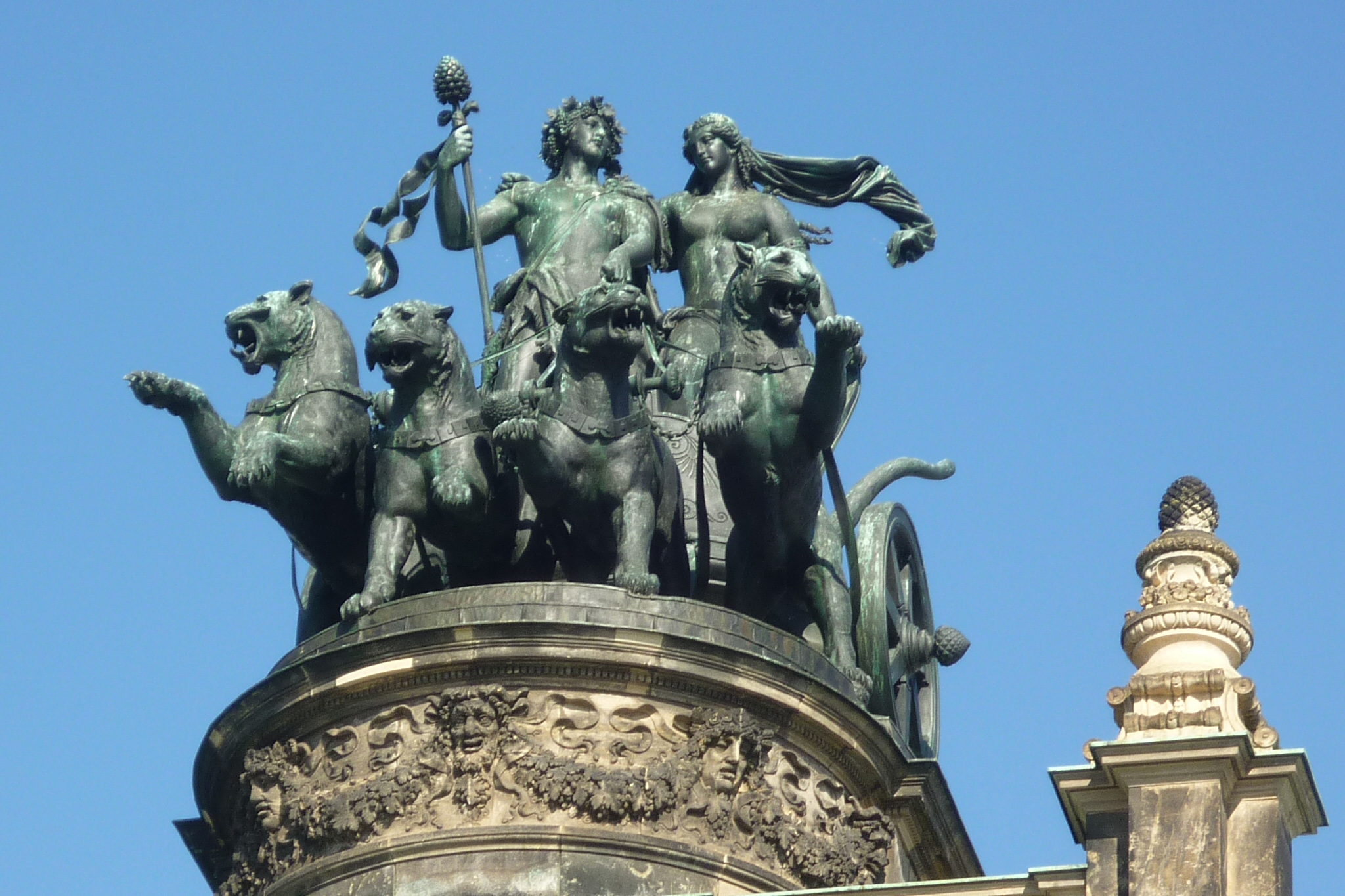
Pantherquadriga auf der Dresdner Semperoper

Der Dionysos-Mythos hat seit der Renaissance zahlreiche Künstler wie Caravaggio, Allart van Everdingen, Benvenuto Tisi Garofalo, Guido Reni, Rembrandt und Peter Paul Rubens inspiriert.
Friedrich Nietzsche stellt in seinem Werk Die Geburt der Tragödie aus dem Geiste der Musik das rauschhaft vitale Dionysische und das ästhetisch kontemplative Apollinische als die beiden Grundprinzipien menschlicher Existenz gegenüber.
Auch die Dresdner Semperoper ist dem Gott gewidmet. Auf der Exedra der Hauptfassade führt er Ariadne auf einer von Panthern gezogenen Quadriga zu den Göttern. Das überlebensgroße Bronze-Denkmal stammt von Johannes Schilling.
In der zweiten Staffel von True Blood versucht die Mänade Maryann den Gott Dionysos zu beschwören. In seinem Roman Der Narr nimmt der Autor Stefan Papp den Dionysos-Mythos als Leitmotiv, um den Aspekt des „rauschhaften Wahnsinns“ als Gelegenheit zur Selbsterkenntnis zu interpretieren.

## Deutung
Johann Jakob Bachofen hielt im 19. Jahrhundert Dionysos für einen Gott aus der Zeit des (von ihm konstruierten) Hetärismus, also vor der Einführung von Herrschaftsstrukturen und Ehe, und schrieb ihn den vorgriechischen, seiner Meinung nach mutterrechtlich organisierten Pelasgern zu. Nach dem Triumph des Patriarchats lebte – so Bachofen – die pelasgische Religion in den Mysterienkulten weiter. Walter F. Otto sah ihn als die Verkörperung der Erschütterungserfahrung des Gebärens, die in ihrer Wildheit erschreckt und das innere Wesen des dionysischen Wahnsinns zeigt.
Einigkeit scheint heute über den Ursprung der seit ca. 700 v. Chr. auch in Griechenland belegten Dionysos-Kulte in Thrakien zu herrschen, doch ist die Figur älter und weist Parallelen zur ägyptischen Götterwelt auf. Sie wird vielfältig gedeutet, was ihrer inneren Zerrissenheit entspricht. Als Sohn, Begleiter, Geliebter, Heros oder Dämon der Erde (verkörpert durch Demeter, Rhea oder Semele) sowie der Persephone und Hekate und aufgrund seiner Beziehungen zu vielen anderen weiblichen Gottheiten kann Dionysos als „Gott der Göttinnen“ oder Gott der Frauen gelten. Dafür spricht auch seine Beziehung zum Wasser des Lebens, das mythologisch eng mit dem noch „stärkeren“ Wein verbunden ist.
Tod und Sterben, den Gang in die Unterwelt und die Rückkehr als Auferstehung vom Tode kannten die griechischen Götter ursprünglich nicht, wohl aber die Ägypter. In Gestalt der Erzählung von Isis und Osiris liegt uns eine in ihrem Kern identische Überlieferung wie die von Rhea und Dionysos vor. Wie Osiris wurde Dionysos zerstückelt, und wie Osiris lebt er weiter. Schon Herodot identifizierte Dionysos mit Osiris. Im ewigen Sterben und Werden der Natur wiederholt sich sein Schicksal; gefeiert wird dies im entfesselten Tanz und Rausch. Der Mythos wird zum Garanten der natürlichen Lebensordnung schlechthin: Wenn das Wasser des Nils bedrohlich abnahm, wurde die Klage der Isis zelebriert; ihre Tränen sollten den Nil wieder anschwellen lassen. So stellt ein griechischer Dichter in einem Rätselepigramm die Frage, wie lange es brauchen würde, einen großen Becher zu füllen, den der Nil in einem, der Acheloos in zwei und Dionysos in drei Tagen allein voll machen würden. Die beiden heiligen Flüsse sind Nährflüsse, und Dionysos erscheint in diesem Kontext als ein durch Feuchtigkeit Leben und Fruchtbarkeit spendende Gottheit. Der Apis-Stier ist eine Verkörperung des Osiris, dem ebenso geopfert wird wie dem stierköpfigen Dionysos in Großgriechenland.

## Beinamen
Dionysos ist eine der griechischen Gottheiten mit den meisten Beinamen (Epitheta) und wird daher zu Recht auch Polyônomos („der Vielnamige“) genannt. Adam P. Forrest versammelt in seiner Liste Names and Epithets of Lord Dionysos etwa 110 Beinamen, und Benjamin Hederichs
Gründliches mythologisches Lexikon aus dem Jahr 1770 zählt immerhin 75 Beinamen auf. Außer Forrests Liste steht noch eine Reihe von weiteren englischsprachigen Listen online zur Verfügung.
Das führte dazu, dass er sich in hellenistischer Zeit als Projektions- und Identifikationsobjekt für viele lokale Gottheiten anbot und mit Osiris zu Serapis verschmolz. Die folgende Liste enthält die in diesem Artikel erwähnten sowie anderswo in Wikipedia behandelte Beinamen:
- Dionysos Bakchos oder Bacchus – Dionysos, der Rufer
- Dionysos Bassaros oder Bassareus – Dionysos, der Fuchshafte
- Dionysos Bromios – Dionysos, der Lärmer
- Dionysos Chtonios – Dionysos, der Unterirdische
- Dionysos Eleuthereus – Dionysos aus Eleutherai
- Dionysos Lysios, Lyaios oder Lyäus – Dionysos, der Sorgenbrecher
- Dionysos Melanaigis – Dionysos mit dem schwarzen Fell
- Dionysos Polyônomos – Dionysos, der Vielnamige
- Asterios – Dionysos, der Stern (Anrufung als Knabe und Kind der Mysterien)[36]